# Ludwig Bieberbach
Ludwig Bieberbach   (Goddelau, 4 de desembre de 1886 - Oberaudorf, 1 de setembre de 1982) va ser un matemàtic alemany i políticament actiu nazi.

## Vida
Va néixer a Goddelau, a la vora de Darmstadt, fill del metge Eberhard Bieberbach, director del sanatori mental d'Heppenheim. La seva família estava ben situada i des de ben petit va estudiar amb tutors particulars. El 1905 va ingressar al Gymnasium Humanistic (Institut de Secundària) de Bensheim, una localitat propera, on es va començar a interessar per les matemàtiques.
El curs 1905-1906 va estar fent el servei militar a Heidelberg on va aprofitar per assistir a les classes de Leo Königsberger a la universitat d'aquesta ciutat. Seduït per les teories de Hermann Minkowski va ingressar a la Universitat de Göttingen on va ser fortament influenciat per Felix Klein, sota la supervisió del qual va defensar la seva tesi doctoral el 1910 sobre la teoria de les funcions automorfes. Aquest mateix any va reeixir en proposar un esquema de demostració de la primera part del problema 18 de Hilbert, generalitzant els resultats obtinguts per Schönflies.
Va començar a treballar com a professor associat a la Universitat de Königsberg el mateix any 1910 a petició del mateix Schönflies. Aquí va presentar la demostració definitiva que va ser la base de la seva tesi d'habilitació per a la docència, llegida a Königsberg el 1911. Haver resolt un dels problemes de Hilbert li va donar una merescuda fama.
Des de 1913 fins a 1915 va ser professor titular a Universitat de Basilea i de 1915 fins a 1921 a la Universitat de Frankfurt. El 1921 es va traslladar a la Universitat de Berlin que ja no deixaria fins al 1945 per motius polítics.
Va treballar fonamentalment en anàlisi complexa i en les seves aplicacions a altres àrees de les matemàtiques. Són ben coneguts els seus treballs en dinàmica de més d'una variable complexa, en la que va obtenir resultats similars als de Pierre Fatou. El 1916 va formular la conjectura de Bieberbach, establint que el n-èsim coeficient d'una funció holomorfa univalent no pot ser més gran que n. El 1984, un matemàtic franco-americà Louis de Branges, va demostrar la conjectura (per aquesta raó, la conjectura de Bieberbach s'anomena normalment Teorema de De Branges). També hi ha un Teorema de Bieberbach sobre els grups espacials. El 1928 Bieberbach va escriure un llibre conjuntament amb Issai Schur titulat Über die Minkowskische Reduktiontheorie der positiven quadratischen Formen (Sobre la teoria de la reducció de Minkowski de les formes quadràtiques positives).
Bieberbach, en finalitzar la Guerra Mundial el 1945, va ser desposseït de tots els seus càrrecs pel seu actiu nazisme i no va tornar mai més a la docència, excepte una conferència que va donar el 1949 a la Universitat de Basilea a invitació d'Alexander Ostrowski. Es va retirar a viure a la casa d'un dels seus fills i va morir el 1982.

## Política
Les idees polítiques de Bieberbach eren fortament nacionalistes, cosa que ja es va demostrar quan el 1928 va donar suport al boicot dels matemàtics alemanys al congrés internacional de Bolònia, opció en la que va ser suportat per matemàtic holandès Luitzen Brouwer, home de fortes conviccions pan-germàniques. Aquesta opció va ser diametralment rebutjada per David Hilbert qui, finalment, va ostentar la presidència de la representació alemanya al congrés. Això no feia més que recrear les polémiques nacionalisme / internacionalisme, Intuïcionisme / Formalisme i Universitat de Berlin / Universitat de Göttingen.
Quan Hitler arriba al poder a Alemanya el 1933, Bieberbach ja era un nazi convençut que ingressa a les SA i al partit nazi (NSDAP), potser motivat també per la seva vanitat i el desig de convertir-se en el führer de les matemàtiques alemanyes. A partir d'aquest moment les preocupacions de Bieberbach aniran per dos costats: el primer és la justificació intel·lectual de l'existència d'una forma germànica (o ària) de fer matemàtiques, contraposada sobretot a la forma jueva de fer matemàtiques; l'altre costat és la persecució efectiva de tots els matemàtics jueus que ocupen llocs docents, editorials i de recerca a Alemanya (que n'eren molts).
En el primer vessant, fundarà la revista Deutsche Mathematik, amb les mateixes idees que el Premi Nobel Philipp Lenard va defensar la Deutsche Phisik i amb el suport d'un altre matemàtic nazi com Theodor Vahlen que era Secretari del Ministeri d'Educació del Reich. En el primer número de la revista apareix el seu article defensant aquesta pretesa forma germànica de fer matemàtiques que serà resposta per Harald Bohr (matemàtic danès germà de Niels Bohr) i, de forma més irònica, per Hardy.
En el segon vessant, serà qui justificarà el boicot a les classes d'Edmund Landau promogut pels estudiants nazis de Göttingen, i també exigirà als editors de les revistes matemàtiques que expulsin dels seus consells editorials els matemàtics jueus, com serà el cas d'Otto Blumenthal, editor en cap de Mathematische Annalen, que acabarà morint en un camp de concentració.
Per tots aquests motius, les autoritats d'ocupació aliades el van expulsar de tots els seus càrrecs acadèmics en finalitzar la guerra.